# 5231 Verne
Az 5231 Verne (ideiglenes jelöléssel 1988 JV) a Naprendszer kisbolygóövében található aszteroida. Carolyn Shoemaker fedezte fel 1988. május 9-én.